# Dècada del 1040

## Esdeveniments
- Documentada la cervesseria més antiga del món encara en actiu, a Weihenstephan
- Publicació del Wujing Zongyao, tractat xinès sobre l'art de la guerra
- Invenció a la Xina de la impremta de tipus mòbils
- Reforma al Japó, que dona més poder a l'aristocràcia local i fragmenta la societat
- El comte d'Urgell i el comte de Barcelona imposen tributs als veïns musulmans
- S'escriuen les primeres cròniques russes, claus per a la historiografia medieval

## Naixements
- Rodrigo Díaz de Vivar

## Personatges destacats
- Abat Oliba
- Ibn Gabirol
- El Cid